# Майор Гром: 1939
«Майор Гром: 1939» — комикс российского издательства Bubble Comics, созданный летом 2019 года и выпущенный 21 октября того же года. Автором и сценаристом комикса выступил Алексей Волков, художником — Алексей Горбут, а за окраску рисунков отвечала колористка Наталья Мартинович. Является частью франшизы «Майор Гром»; в книге используются альтернативные версии персонажей из комиксов «Майор Гром» и «Игорь Гром», адаптированные под сеттинг Советского Союза. Через год, в октябре 2020 года, вышел сборник историй «Майор Гром: Герой навсегда», один из сюжетов которого также развивается во вселенной Грома 1939 года.
Произведение выполнено в стилистике «золотого века комиксов», который длился с конца 1930-х по 1950-е годы, и является оммажем на комиксы той эпохи. Герои серии комиксов «Майор Гром», среди которых Игорь Гром, Дима Дубин и Сергей Разумовский, предстают в адаптированных под сеттинг образах; так, Игорь вместо полицейского становится советским милиционером, а Чумной Доктор превращается в Чумного Врача, ребёнка убитых большевиками дворян. Комикс выполнен в юмористическом ключе и пародирует как комиксы о майоре Громе, так и классические американские комиксы, а также реалии советского уклада жизни.
В целом, «Майор Гром: 1939» был встречен журналистами и обозревателями комикс-индустрии положительно. Большая часть рецензентов посчитала главным достоинством книги удачную стилизацию под старые комиксы, а среди других плюсов были отмечены юмор и пародийные элементы произведения, соответствующее тематике оформление и дизайн книги, а также грамотное и органичное сочетание различных источников вдохновения. Многие критики выразили мнение, что «Майор Гром: 1939» представляет собой один из лучших комиксов как среди работ издательства Bubble, так и среди отечественных комиксов в принципе.

## Сюжет
«Майор Гром: 1939» является антологией и поделён на семь историй:
- «Электрический капиталист» — Игорь Гром и его напарник Дима Дубин сталкиваются с Августом ван дер Гольтом, главным злодеем серии «Красная Фурия». Он, будучи богатым промышленником, прибывает в Ленинград на пароходе якобы с помощью советским заводам и фабрикам. На самом деле в своём костюме с электрическим генератором он собирался ограбить Эрмитаж. Облачившись в костюмы из резины, Гром и Дубин одерживают победу над Гольтом.
- «Дети Святого Винфрида» — Игорь и Дима сражаются с бандой из двух немцев и одной немки, которые именуют себя «Детьми святого Винфрида». Они прибыли на подлодке в Ленинград, чтобы грабить банки и магазины и сеять хаос среди советских жителей. В итоге напарники узнают, что бандиты, выдававшие себя за немцев, на самом деле являются белофиннами. Им удаётся одолеть их при помощи подводного костюма.
- «Междупланетное приключение Грома» — некий троцкист Тугарин во время задержания советскими милиционерами отправляет сигнал на Марс, а сам выпивает яд и погибает. Игорь и Дима вызываются отправится на Марс и предотвратить атаку пришельцев на Землю. Там они сталкиваются с верховным жрецом Мусдрубалом, который силой захватил власть над Марсом, убив его прежнего правителя, а его дочь, принцессу Аэлу, пытается сделать своей наложницей. Гром и Дубин останавливают узурпатора, вернув власть народу Марса, после чего улетают обратно на Землю.
- «Железные Кулаки» — Гром везёт Лилию Абраменко — молодую преступницу, вставшую на путь искупления — на исправительные работы в колхоз. До этого Абраменко была представительницей контрреволюционных сил, пойманной милиционером Игорем Громом. Прибыв на место назначения, Абраменко помогает Грому остановить банду «Железных Кулаков», терроризировавших колхоз.
- «Злейший враг майора Грома — Чумной Врач» — в этом сюжете рассказывается предыстория Сергея Разумовского, заклятого врага Игоря Грома. Сергей — потомок дворянского рода Разумовских, которых убили крестьяне во время революции. Обозлённый на убийц своих родителей Сергей оказывается в сиротском приюте, где заводит дружбу с Олегом Волковым. Двадцать два года спустя Разумовский готовится отомстить большевикам, став Чумным Врачом.
- «Дело Чумного Врача» — Разумовский изобретает специальное устройство, которое должно с помощью лучей превратить каждый партбилет в радиусе ста километров в бомбу. Подоспевший Дима пытается остановить его, но тщетно. В итоге Грому удаётся остановить Сергея, но от расстрела его спасает Олег Волков, вместе с которым они на самолёте АНТ-14 «Правда» пытаются скрыться в Финляндии, однако на борту также оказываются Гром с Дубиным. После сражения Разумовский попадает на крейсер Аврора, откуда вместе с бомбой падает в воду и взрывается. Волкову же удаётся скрыться после посадки «Правды».
- «Общество Угнетателей рабочего класса» — враги Грома и Дубина объединились, чтобы отомстить милиционерам. Они также захватили в заложники членов артели «Пузырёк», печатающей истории в картинках. Вместе Игорь и Дима дали отпор Разумовскому, Волкову, Гольту, Умному Человеку, Поэту, Доктору Рубинштейну, «Детям святого Винфрида» и «Железным Кулакам». Но осталась преступница по прозвищу «Дама», которая и похитила писателей и художников. На помощь милицейским пришли редакторы «Пузырька», превращённые в гигантских угрей.

## История создания

### Авторский состав
Автором «Майора Грома: 1939» выступил историк комиксов, переводчик и сценарист родом из Коврова Алексей Волков, до этого написавший для издательства Bubble сценарий нескольких выпусков комикса «Союзники» Наталии Девовой и мини-серии «Чёрный Пёс. Своё время» в рамках «Легенд Bubble». Алексей Волков также является создателем группы «Old Komix» во «ВКонтакте», посвящённой изучению комиксов золотого, серебряного и бронзового веков. Он основал её в 2012 году совместно с художницей Еленой Лебедевой, которая позже станет его сосценаристкой при создании комикса «Доктор Люцид». С Алексеем Горбутом, художником «Майора Грома: 1939», Волков познакомился во время создания «Победителей Невозможного». Изначально сценарист планировал подключить к рисовке иллюстратора «Доктора Люцида» Антона Савинова, однако тот был занят работой над «Люцидом» и не мог участвовать в двух проектах одновременно. Тогда Волков начал искать художника, который мог бы рисовать в стиле американского иллюстратора Джека Кирби, и заметил самиздатные работы Горбута, после чего связался с ним и предложил сотрудничество.
Иллюстратор комикса Алексей Горбут — российский художник родом из Екатеринбурга. Ранее он уже неоднократно сотрудничал с Волковым. Помимо вышеупомянутых «Победителей Невозможного» они вместе создали свою наиболее известную работу — авторский комикс «Вор Теней». Горбут успел поработать с Bubble ещё до выхода «Майора Грома: 1939», когда создал несколько вариативных обложек для их комиксов — они были выполнены в его характерном стиле, вдохновлённом работами американских комиксистов серебряного и золотого века комиксов. Особенностью творчества художника является то, что он рисует на настоящей бумаге. Горбут назвал «Майора Грома: 1939» самой запомнившейся своей работой и считал, что её визуальный стиль не позволяет точно определить, когда она была создана, поэтому она «будет жить очень долго». Он также назвал её непохожей на комиксы франшизы «Майор Гром» из-за стилистики золотого века как с точки зрения рисунка, так и сюжета.

### Производственный процесс
Авторы комиксов, особенно ранних, никогда не стеснялись процитировать свои любимые фильмы — от «Знака Зорро» до классических фильмов ужасов Universal. В «Деле Чумного Врача» момент с подменой заключённого актёром позаимствован из «Фантомаса» Луи Фейада, а сцена с Чумным Врачом на сцене — из другого киносериала того же Фейада, «Вампиры». Эта первая экранизация саги о неуловимом бандите была широко известна в дореволюционной России, киносериал «Разбойник Васька Чуркин» даже рекламировался как «Русский Фантомас», а большим любителем историй о преступном гении был знаменитый режиссёр Сергей Эйзенштейн.
«Майор Гром: 1939» был создан как фантазия на тему того, какими бы были приключения майора Игоря Грома, если бы действие проходило во времена Советского Союза. Дополнительно к этому стиль рисунка отсылает к американским комиксам о супергероях золотого века и в целом является оммажем на комиксы того периода, который длился с конца 1930-х до 1950-х годов. В качестве источников вдохновения использовались старые американские комиксы, среди которых истории о Бэтмене, Флэше Гордоне и Дике Трейси, а также работы комикс-сценаристов Джерри Сигела и Джо Шустера. Алексей Горбут говорил, что для соответствия комиксам конца тридцатых-сороковых сюжет был наполнен характерным «безумием» и «необычным олдскульным сторителлингом». При этом источники вдохновения не ограничивались одними лишь комиксами: Волков писал «Майора Грома: 1939» с оглядкой на классическую русскую литературу (в частности, на роман «Аэлита» писателя Алексея Толстого), на исторические события в Советском Союзе того периода (такие как советско-финляндская война), на мировой кинематограф (фильм «Фантомас» и сериал «Вампиры» режиссёра Луи Фейада). Более того, источники вдохновения повлияли не только на сюжет произведения, но и на внешний вид и образ персонажей. Так, пальто Игоря Грома якобы было создано в доме моделей Мосторга (ныне ЦУМ), а костюмы из резины, которые Игорь и Дима используют для борьбы с Гольтом, были созданы под впечатлением от ранней версии Бибендума, официального маскота французской шинной компании Michelin. Герои серии комиксов «Майор Гром», среди которых Игорь Гром, Дима Дубин и Сергей Разумовский, предстают в адаптированных под сеттинг образах: так, Игорь вместо полицейского становится советским милиционером, Чумной Доктор превращается в Чумного Врача, ребёнка убитых большевиками дворян, а Август ван дер Хольт, главный злодей «Красной Фурии», появившийся в комиксе, для архаичности переименован в Гольта в соответствии с тогдашней нормой транскрипции иностранных имён.
Инициатором создания комикса стал сам Волков. Во время работы над мини-серией «Чёрный Пёс. Своё время» для «Легенд Bubble», первый выпуск которой вышел в сентябре 2017 года, Алексей предложил Роману Коткову, главному редактору издательства, концепт комикса «Майор Гром: 1918», действие которого происходило бы в следующем после революции году. Однако тогда проект не получилось реализовать из-за занятости тем, что в будущем станет комиксом «Громада». Позже Котков попросил Волкова и Горбута придумать комикс-стрип для группы Bubble во «ВКонтакте», и дуэт оформил его по первоначальному концепту. Стрип был опубликован 5 марта 2019 года; изначально предполагалось, что продолжение выйдет, если стрип соберёт 3000 лайков, однако требуемое число так и не набралось. Несмотря на это, было решено продолжить развитие идеи в сингле из четырёх коротких историй по шесть страниц, однако конечный результат настолько понравился Коткову, что количество историй увеличилось до семи, а формат был изменён с сингла на книгу. Таким образом, процесс создания «Майора Грома: 1939» пришёлся на лето 2019 года. Для соответствия образу «старого» комикса при печати книги вместо мелованной бумаги использовалась офсетная. «Такие комиксы, как „Вор Теней“ и „Майор Гром: 1939“, выгодно смотрятся на офсете благодаря плоским цветам и олдскульному рисунку», — рассказывал Волков.

### Издание

Обложки «Майора Грома: 1939» являются отсылкой на классические выпуски серий и Detective Comics. Так, основная обложка комикса основана на обложке 31-го номера Detective Comics

Анонс комикса произошёл в официальной группе «ВКонтакте» Bubble Comics 18 сентября 2019 года. Издательство продвигало «Майора Грома: 1939» как переиздание якобы самого первого комикса о майоре Громе, который вышел в Советском Союзе в 1939 году. Впервые «Майор Гром: 1939» был представлен публике 21 октября на российском фестивале поп-культуры Comic-Con Russia 2019 года, там же состоялся и старт продаж комикса. Помимо основной обложки, дополнительно было выпущено ещё пять альтернативных — все за авторством Алексея Горбута. Две обложки предназначались для продажи на Comic-Con Russia, на одной из которых изображён датский актёр Мадс Миккельсен в образе своего персонажа из сериала «Ганнибал». Миккельсен попал на обложку так как являлся одним из гостей Comic-Con Russia 2019, на котором и состоялся выход книги. Остальные три предназначались для различных магазинов: «Лавки комиксов Апельсин» в Санкт-Петербурге, магазина «Хочу» в Ростове-на-Дону и сети «1С Интерес». Помимо самих комиксов в состав книги были включены дополнительные материалы: скетчи и зарисовки персонажей, костюмов и транспорта от Алексея Горбута, несколько страниц примечаний, в которых Алексей Волков перечисляет источники вдохновения и вкратце объясняет их характерные особенности, а также «Словарь непонятных слов», составленный из малознакомых слов и терминов, в том числе и тех, что относятся к советской эпохе. Оформление издания и технических страниц (например, с выходными данными) также было выдержано в выбранной стилистике: так, на форзаце есть изображение, имитирующее библиотечную карточку с соответствующими пометками.
Впоследствии книга несколько раз переиздавалась, каждый раз в новой обложке, бессменным автором которых был Алексей Горбут. Первое переиздание книги вышло в марте 2020 года — намёки на переиздание «Майора Грома: 1939» можно было встретить в рекламе на одной из страниц другой книги издательства. В том же году вышел тираж с пустой обложкой для скетчей художников. Второй раз книга переиздавалась в апреле 2021 года, третий — в июле 2022-го. Кроме того, в октябре 2020 года вышел комикс-альманах «Майор Гром: Герой навсегда», содержащий шесть историй, в которых Игорь Гром предстаёт во всех своих различных ипостасях. Одной из них становится история «Горе от ума», продолжающая «Майора Грома: 1939» и использующая ту же стилистику, что и в ранее вышедшем комиксе. В этой истории также появляется альтернативный вариант Юлии Пчёлкиной, одной из главных героинь франшизы «Майор Гром». Как и в случае с оригинальным комиксом, сценарий для «Горя от ума» написал Алексей Волков, а иллюстрации нарисовал Алексей Горбут.

## Восприятие
Комикс-блогер и член жюри премии ComicsBoom Денис Денисов включил комикс «Майор Гром: 1939» в список «Лучших оригинальных книг комиксов» сайта «Культура 24» наряду с «Собакистаном» Виталия Терлецкого и «Сурвило» Ольги Лаврентьевой. По его мнению, «Майор Гром: 1939» состоит из штампов и стереотипов о Советском Союзе, а Игорь Гром предстаёт как идеал советского человека. Обозреватель сайта GeekCity Давид Пириянц назвал комикс атмосферной антологией мини-историй с красивой стилизацией и посоветовал его поклонникам ретро и майора Грома. Дарья Беленкова из «Мира фантастики» похвалила книгу за «блистательную» стилизацию под старые комиксы о приключениях Бэтмена и Супермена, наиболее известных супергероев издательства DC Comics. Редакция телеканала 2x2 внесла «Майора Грома: 1939» в список рекомендованных к прочтению комиксов Bubble наряду с такими работами, как «Брат. 25 лет», «Мир» и «Вор Теней».
Олег Ершов, редактор ComicsBoom, в начале своей рецензии на комикс отметил, что издательство Bubble часто издаёт пародии и юмористические переосмысления собственных произведений. По его мнению, «Майор Гром: 1939» значительно превзошёл предыдущие подобные творения Bubble. Поначалу Ершов скептически отнёсся к идее книги из-за малого количества любителей комиксов золотого века среди жителей России, однако заявил, что благодаря нескольким факторам комикс не становится произведением для узкого круга читателей. Так, автор обзора отметил, что отсылки и пародии «Майора Грома: 1939» имеют множество источников: не только среди американских комиксов золотого века, но и среди художественных романов советских писателей и исторических событий. «Отсылки резонируют друг с другом, в результате создавая гораздо более сильный комический эффект», — считает Ершов. Он назвал положительными чертами книги её юмор, дизайн и оформление авторства Дениса Попова и Карины Дымовой, рисунок в стиле ретро художника Алексея Горбута, а также работу колористки Натальи Мартинович. Автор считает, что «Майор Гром: 1939» вполне может побороться с кроссовером «Крестовый поход» за звание лучшего комикса Bubble 2019 года.
Коллега Ершова по ComicsBoom Константин Большаков в обзоре на российские комиксы затронул и «Майора Грома: 1939». Его Большаков отнёс к категории «запоминающихся развлекательных комиксов» и охарактеризовал как «очаровательный сплав громовской мифологии и эклектики комиксов сороковых годов прошлого столетия». По мнению обозревателя, более полноценное удовольствие от книги сможет получить читатель, знакомый как с франшизой «Майор Гром», так и с золотым веком американских комиксов. Он похвалил работу Волкова и Горбута и отдельно отметил цвета колористки Натальи Мартинович, без которой комикс «потерял бы львиную долю своей развлекательной составляющей». В конце рецензии Большаков противопоставил «Майора Грома: 1939» «Игорю Угрю», другому комедийно-пародийному комиксу Bubble: если «Игорь Угорь» состоит из коротких стрипов, то «Майор Гром: 1939» представляет собой «цельный сборник с универсальным юмором»
«Майор Гром: 1939» был номинантом в категории «Лучшая оригинальная книга комиксов или ван-шот» ежегодной премии портала ComicsBoom 2019 года. Вместе с комиксом Bubble в этой категории также были номинированы «Сурвило» Ольги Лаврентьевой («Бумкнига»), «Собакистан» Виталия Терлецкого («Терлецки Комикс»), «Хальмстад» Алексея Герасимова (Jellyfish Jam) и «Цунами» Беаты Коташевской, Александра Тарасова, Семёна Чиглинцева и Ольги Лаврентьевой (Jellyfish Jam). В конечном итоге выбором жюри победил комикс «Сурвило».